# Bóng nước tại Thế vận hội Mùa hè 2016
Bản mẫu:Bóng nước tại Thế vận hội Mùa hè 2016
Bóng nước tại Thế vận hội Mùa hè 2016 ở Rio de Janeiro diễn ra từ ngày 6 tới 20 tháng 8 tại Trung tâm thể thao dưới nước Maria Lenk ở Barra da Tijuca. Hai mươi đội tuyển (mười hai nam và tám nữ) tham gia thi đấu. Tại Thế vận hội nếu các trận đấu loại kết thúc với tỉ số hòa sẽ ném luân lưu, hiệp phụ được bỏ từ năm 2013.

## Lịch thi đấu
| VB | Vòng bảng | ¼ | Tứ kết | ½ | Bán kết | Đ | Trận tranh huy chương đồng | CK | Chung kết |

| Nội dung↓/Ngày → | Bảy 6 | CN 7 | Hai 8 | Ba 9 | Tư 10 | Năm 11 | Sáu 12 | Bảy 13 | CN 14 | Hai 15 | Ba 16 | Tư 17 | Năm 18 | Bảy 20 | Bảy 20 | CN 21 | CN 21 |
| ---------------- | ----- | ---- | ----- | ---- | ----- | ------ | ------ | ------ | ----- | ------ | ----- | ----- | ------ | ------ | ------ | ----- | ----- |
| Nam              | VB    |      | VB    |      | VB    |        | VB     |        | VB    |        | ¼     |       | ½      |        |        | Đ     | CK    |
| Nữ               |       |      |       | VB   |       | VB     |        | VB     |       | ¼      |       | ½     |        | Đ      | CK     |       |       |

## Vòng loại

### Vòng loại nam
| Vòng loại                          | Thời gian                       | Địa điểm   | Suất | Đội         |
| ---------------------------------- | ------------------------------- | ---------- | ---- | ----------- |
| Chủ nhà                            | 2 tháng 10 năm 2009             | Copenhagen | 1    | Brasil      |
| FINA World League 2015             | 23–28 tháng 6 năm 2015          | Bergamo    | 1    | Serbia      |
| Đại hội thể thao Liên châu Mỹ 2015 | 7–15 tháng 7 năm 2015           | Toronto    | 1    | Hoa Kỳ      |
| FINA World Championships 2015      | 27 tháng 7 – 8 tháng 8 năm 2015 | Kazan      | 2    | Croatia     |
| FINA World Championships 2015      | 27 tháng 7 – 8 tháng 8 năm 2015 | Kazan      | 2    | Hy Lạp      |
| Tuyển chọn châu Đại Dương          | 19 tháng 10 năm 2015            | Perth      | 1    | Úc          |
| Giải vô địch châu Á 2015           | 16–20 tháng 12 năm 2015         | Phật Sơn   | 1    | Nhật Bản    |
| Giải vô địch châu Âu 2016          | 10–23 tháng 1 năm 2016          | Belgrade   | 1    | Montenegro  |
| Vòng loại thế giới                 | 3–10 tháng 4 năm 2016           | Trieste    | 4    | Hungary     |
| Vòng loại thế giới                 | 3–10 tháng 4 năm 2016           | Trieste    | 4    | Ý           |
| Vòng loại thế giới                 | 3–10 tháng 4 năm 2016           | Trieste    | 4    | Tây Ban Nha |
| Vòng loại thế giới                 | 3–10 tháng 4 năm 2016           | Trieste    | 4    | Pháp        |
| Tổng                               |                                 |            | 12   |             |

### Vòng loại nữ
| Vòng loại                 | Thời gian               | Địa điểm   | Suất | Đội         |
| ------------------------- | ----------------------- | ---------- | ---- | ----------- |
| Chủ nhà                   | 2 tháng 10 năm 2009     | Copenhagen | 1    | Brasil      |
| Tuyển chọn châu Đại Dương | 19 tháng 10 năm 2015    | Perth      | 1    | Úc          |
| Giải vô địch châu Á 2015  | 16–17 tháng 12 năm 2015 | Phật Sơn   | 1    | Trung Quốc  |
| Giải vô địch châu Âu 2016 | 10–22 tháng 1 năm 2016  | Belgrade   | 1    | Hungary     |
| Vòng loại thế giới        | 21–28 tháng 3 năm 2016  | Gouda      | 4    | Hoa Kỳ      |
| Vòng loại thế giới        | 21–28 tháng 3 năm 2016  | Gouda      | 4    | Ý           |
| Vòng loại thế giới        | 21–28 tháng 3 năm 2016  | Gouda      | 4    | Nga         |
| Vòng loại thế giới        | 21–28 tháng 3 năm 2016  | Gouda      | 4    | Tây Ban Nha |
| Tổng                      |                         |            | 8    |             |

## Nội dung nam
Gồm hai vòng; sau vòng bảng là vòng loại trực tiếp.

### Vòng bảng
Các đội được chia vào hai bảng mỗi bảng sáu nước thi đấu vòng tròn một lượt. Hai điểm cho một trận thắng, một điểm cho một trận hòa. Bốn đội dẫn đầu mỗi bảng sẽ vào tứ kết.

#### Bảng A
| VT | Đội        | ST | T | H | B | BT | BB | HS  | Đ | Giành quyền tham dự |
| -- | ---------- | -- | - | - | - | -- | -- | --- | - | ------------------- |
| 1  | Hungary    | 5  | 2 | 3 | 0 | 57 | 43 | +14 | 7 | Tứ kết              |
| 2  | Hy Lạp     | 5  | 2 | 2 | 1 | 41 | 40 | +1  | 6 | Tứ kết              |
| 3  | Brasil (H) | 5  | 3 | 0 | 2 | 40 | 39 | +1  | 6 | Tứ kết              |
| 4  | Serbia     | 5  | 2 | 2 | 1 | 49 | 44 | +5  | 6 | Tứ kết              |
| 5  | Úc         | 5  | 2 | 1 | 2 | 44 | 40 | +4  | 5 |                     |
| 6  | Nhật Bản   | 5  | 0 | 0 | 5 | 36 | 61 | −25 | 0 |                     |

#### Bảng B
| VT | Đội         | ST | T | H | B | BT | BB | HS  | Đ | Giành quyền tham dự |
| -- | ----------- | -- | - | - | - | -- | -- | --- | - | ------------------- |
| 1  | Tây Ban Nha | 5  | 3 | 1 | 1 | 46 | 35 | +11 | 7 | Tứ kết              |
| 2  | Croatia     | 5  | 3 | 0 | 2 | 37 | 37 | 0   | 6 | Tứ kết              |
| 3  | Ý           | 5  | 3 | 0 | 2 | 40 | 41 | −1  | 6 | Tứ kết              |
| 4  | Montenegro  | 5  | 2 | 1 | 2 | 36 | 32 | +4  | 5 | Tứ kết              |
| 5  | Hoa Kỳ      | 5  | 2 | 0 | 3 | 35 | 35 | 0   | 4 |                     |
| 6  | Pháp        | 5  | 1 | 0 | 4 | 28 | 42 | −14 | 2 |                     |

### Vòng loại trực tiếp
|  | Tứ kết      | Tứ kết     |            |    | Bán kết               | Bán kết               |  |  | Tranh huy chương vàng | Tranh huy chương vàng |
|  |             |            |            |    |                       |                       |  |  |                       |                       |
|  | 16 tháng 8  |            |            |    |                       |                       |  |  |                       |                       |
|  |             |            |            |    |                       |                       |  |  |                       |                       |
|  | Hungary     | 9 (2)      |            |    |                       |                       |  |  |                       |                       |
|  | Hungary     | 9 (2)      | 18 tháng 8 |    |                       |                       |  |  |                       |                       |
|  | Montenegro  | 9 (4)      |            |    |                       |                       |  |  |                       |                       |
|  | Montenegro  | 9 (4)      | Montenegro | 8  |                       |                       |  |  |                       |                       |
|  | 16 tháng 8  |            | Montenegro | 8  |                       |                       |  |  |                       |                       |
|  |             | Croatia    | 12         |    |                       |                       |  |  |                       |                       |
|  | Brasil      | Croatia    | 12         | 6  |                       |                       |  |  |                       |                       |
|  | Brasil      |            | 20 tháng 8 | 6  |                       |                       |  |  |                       |                       |
|  | Croatia     | 10         |            |    |                       |                       |  |  |                       |                       |
|  | Croatia     | 10         | Croatia    | 7  |                       |                       |  |  |                       |                       |
|  | 16 tháng 8  |            | Croatia    | 7  |                       |                       |  |  |                       |                       |
|  |             | Serbia     | 11         |    |                       |                       |  |  |                       |                       |
|  | Hy Lạp      | Serbia     | 11         | 5  |                       |                       |  |  |                       |                       |
|  | Hy Lạp      | 18 tháng 8 |            | 5  |                       |                       |  |  |                       |                       |
|  | Ý           | 9          |            |    |                       |                       |  |  |                       |                       |
|  | Ý           | 9          | Ý          | 8  |                       |                       |  |  |                       |                       |
|  | 16 tháng 8  |            | Ý          | 8  |                       |                       |  |  |                       |                       |
|  |             | Serbia     | 10         |    | Tranh huy chương đồng | Tranh huy chương đồng |  |  |                       |                       |
|  | Serbia      | Serbia     | 10         | 10 | Tranh huy chương đồng | Tranh huy chương đồng |  |  |                       |                       |
|  | Serbia      |            | 20 tháng 8 | 10 |                       |                       |  |  |                       |                       |
|  | Tây Ban Nha | 7          |            |    |                       |                       |  |  |                       |                       |
|  | Tây Ban Nha | 7          | Montenegro | 10 |                       |                       |  |  |                       |                       |
|  |             |            |            |    |                       |                       |  |  |                       |                       |
|  | Ý           | 12         |            |    |                       |                       |  |  |                       |                       |
|  | Ý           | 12         |            |    |                       |                       |  |  |                       |                       |

## Nội dung nữ
Gồm hai vòng; sau vòng bảng là vòng loại trực tiếp.

### Vòng bảng
Các đội được chia vào hai bảng mỗi bảng bốn nước thi đấu vòng tròn một lượt. Hai điểm cho một trận thắng, một điểm cho một trận hòa. Tất cả các đội sẽ vào tứ kết.

#### Bảng A
| VT | Đội        | ST | T | H | B | BT | BB | HS  | Đ | Giành quyền tham dự |
| -- | ---------- | -- | - | - | - | -- | -- | --- | - | ------------------- |
| 1  | Ý          | 3  | 3 | 0 | 0 | 27 | 15 | +12 | 6 | Tứ kết              |
| 2  | Úc         | 3  | 2 | 0 | 1 | 31 | 15 | +16 | 4 | Tứ kết              |
| 3  | Nga        | 3  | 1 | 0 | 2 | 23 | 31 | −8  | 2 | Tứ kết              |
| 4  | Brasil (H) | 3  | 0 | 0 | 3 | 13 | 33 | −20 | 0 | Tứ kết              |

#### Bảng B
| VT | Đội         | ST | T | H | B | BT | BB | HS  | Đ | Giành quyền tham dự |
| -- | ----------- | -- | - | - | - | -- | -- | --- | - | ------------------- |
| 1  | Hoa Kỳ      | 3  | 3 | 0 | 0 | 34 | 14 | +20 | 6 | Tứ kết              |
| 2  | Tây Ban Nha | 3  | 2 | 0 | 1 | 27 | 29 | −2  | 4 | Tứ kết              |
| 3  | Hungary     | 3  | 1 | 0 | 2 | 29 | 33 | −4  | 2 | Tứ kết              |
| 4  | Trung Quốc  | 3  | 0 | 0 | 3 | 23 | 37 | −14 | 0 | Tứ kết              |

### Vòng loại trực tiếp
|  | Tứ kết      | Tứ kết     |            |        | Bán kết               | Bán kết               |  |  | Tranh huy chương vàng | Tranh huy chương vàng |
|  |             |            |            |        |                       |                       |  |  |                       |                       |
|  | 15 tháng 8  |            |            |        |                       |                       |  |  |                       |                       |
|  |             |            |            |        |                       |                       |  |  |                       |                       |
|  | Úc          | 8 (3)      |            |        |                       |                       |  |  |                       |                       |
|  | Úc          | 8 (3)      | 17 tháng 8 |        |                       |                       |  |  |                       |                       |
|  | Hungary     | 8 (5)      |            |        |                       |                       |  |  |                       |                       |
|  | Hungary     | 8 (5)      | Hungary    | 10     |                       |                       |  |  |                       |                       |
|  | 15 tháng 8  |            | Hungary    | 10     |                       |                       |  |  |                       |                       |
|  |             | Hoa Kỳ     | 14         |        |                       |                       |  |  |                       |                       |
|  | Brasil      | Hoa Kỳ     | 14         | 3      |                       |                       |  |  |                       |                       |
|  | Brasil      |            | 19 tháng 8 | 3      |                       |                       |  |  |                       |                       |
|  | Hoa Kỳ      | 13         |            |        |                       |                       |  |  |                       |                       |
|  | Hoa Kỳ      | 13         | Hoa Kỳ     | 12     |                       |                       |  |  |                       |                       |
|  | 15 tháng 8  |            | Hoa Kỳ     | 12     |                       |                       |  |  |                       |                       |
|  |             | Ý          | 5          |        |                       |                       |  |  |                       |                       |
|  | Nga         | Ý          | 5          | 12     |                       |                       |  |  |                       |                       |
|  | Nga         | 17 tháng 8 |            | 12     |                       |                       |  |  |                       |                       |
|  | Tây Ban Nha | 10         |            |        |                       |                       |  |  |                       |                       |
|  | Tây Ban Nha | 10         | Nga        | 9      |                       |                       |  |  |                       |                       |
|  | 15 tháng 8  |            | Nga        | 9      |                       |                       |  |  |                       |                       |
|  |             | Ý          | 12         |        | Tranh huy chương đồng | Tranh huy chương đồng |  |  |                       |                       |
|  | Ý           | Ý          | 12         | 12     | Tranh huy chương đồng | Tranh huy chương đồng |  |  |                       |                       |
|  | Ý           |            | 19 tháng 8 | 12     |                       |                       |  |  |                       |                       |
|  | Trung Quốc  | 7          |            |        |                       |                       |  |  |                       |                       |
|  | Trung Quốc  | 7          | Hungary    | 12 (6) |                       |                       |  |  |                       |                       |
|  |             |            |            |        |                       |                       |  |  |                       |                       |
|  | Nga         | 12 (7)     |            |        |                       |                       |  |  |                       |                       |
|  | Nga         | 12 (7)     |            |        |                       |                       |  |  |                       |                       |

## Huy chương

### Bảng xếp hạng huy chương
| 1    | Serbia  | 1 | 0 | 0 | 1 |
| 1    | Hoa Kỳ  | 1 | 0 | 0 | 1 |
| 2    | Ý       | 0 | 1 | 1 | 2 |
| 3    | Croatia | 0 | 1 | 0 | 1 |
| 4    | Nga     | 0 | 0 | 1 | 1 |
| Tổng | Tổng    | 2 | 2 | 2 | 6 |

### Danh sách huy chương
| Nội dung | Vàng | Bạc | Đồng |
| -------- | --- | --- | --- |
| Nam      | Serbia (SRB) · Gojko Pijetlović · Dušan Mandić · Živko Gocić · Sava Ranđelović · Miloš Ćuk · Duško Pijetlović · Slobodan Nikić · Milan Aleksić · Nikola Jakšić · Filip Filipović · Andrija Prlainović · Stefan Mitrović · Branislav Mitrović         | Croatia (CRO) · Josip Pavić · Damir Burić · Antonio Petković · Luka Lončar · Maro Joković · Luka Bukić · Xavier García · Andro Bušlje · Sandro Sukno · Ivan Krapić · Anđelo Šetka · Marko Macan · Marko Bijač                                          | Ý (ITA) · Stefano Tempesti · Francesco Di Fulvio · Niccolò Gitto · Pietro Figlioli · Alessandro Velotto · Michael Bodegas · Andrea Fondelli · Valentino Gallo · Christian Presciutti · Nicholas Presciutti · Matteo Aicardi · Alessandro Nora · Marco Del Lungo |
| Nữ       | Hoa Kỳ (USA) · Samantha Hill · Madeline Musselmann · Melissa Seidemann · Rachel Fattal · Aria Fischer · Maggie Steffens · Courtney Mathewson · Kiley Neushul · Caroline Clark · Kaleigh Gilchrist · Makenzie Fischer · Kami Craig · Ashleigh Johnson | Ý (ITA) · Giulia Gorlero · Chiara Tabani · Arianna Garibotti · Elisa Queirolo · Federica Radicchi · Rosaria Aiello · Tania Di Mario · Roberta Bianconi · Giulia Enrica Emmolo · Francesca Pomeri · Aleksandra Cotti · Teresa Frassinetti · Laura Teani | Nga (RUS) · Anna Ustyukhina · Maria Borisova · Ekaterina Prokofyeva · Elvina Karimova · Nadezhda Fedotova · Olga Belova · Ekaterina Lisunova · Anastasia Simanovich · Anna Timofeeva · Evgenia Soboleva · Evgeniya Ivanova · Anna Grineva · Anna Karnaukh       |